# Kurt Noack
Kurt Noack, född 13 februari 1893, död 1 januari 1945, tysk kompositör verksam i Berlin och Stettin.
Noack komponerade ett antal verk för salongsorkester och hans mest kända stycke är "Tomtarnas vaktparad" (tysk originaltitel: "Heinzelmännchens Wachtparade"). Andra kompositioner av honom är Valse Scandinave och Marionetten um Mitternacht.